# Lý-dynastie
De Ly-dynastie (Vietnamees: Nhà Lý, uitspraak: li35, Chinees: 李朝), of ook wel de Latere Ly-dynastie (Vietnamees: Nhà Hậu Lý, om het onderscheid te maken met de Vroegere Ly-dynastie van Ly Nam De) was een Vietnamese feodale dynastie. Ze begon in 1010 toen keizer Ly Thai To de macht aan de Vroegere Le-dynastie ontnam en de troon besteeg. Ze kwam ten eind toen de achtjarige keizerin Ly Chieu Hoang in 1225 werd gedwongen tot troonsafstand ten voordele van haar man Tran Thai Tong. Alles samen regeerden de Ly's 216 jaar. In 1054, bij de troonsbestijging van keizer Ly Thanh Tong, werd de naam van het land veranderd in Đại Việt. In diezelfde periode werd de hoofdstad verhuisd van Hoa Lu in de verre, dunbevolkte en moeilijk bereikbare vlakten in het noorden naar Dai La (Đại La, het huidige Hanoi). Deze stad werd herdoopt tot Thang Long, genoemd naar de draak, een populair symbool uit die tijd.

## Overzicht
De stichter van de Ly-dynastie was Ly Cong Uan (Lý Công Uẩn, later keizer Ly Thai To). De Ly-dynastie was de eerste die meer dan een tiental jaar aan de macht wist te blijven, in tegenstelling met haar voorgangers. Daarbij slaagden de Ly's er eveneens in hun territorium te vergroten. Onder de Ly's kwam het Confucianisme op, hoewel de keizers zelf Boeddhist waren. De eerste universiteiten werd geopend, met name de Tempel van Confucius (Văn miếu) in 1070 en de Keizerlijke School (Quốc Tử Giám) in 1076. De examens om gewone mensen toe te laten hogere posten te bereiken, werden in 1075 voor het eerst georganiseerd. Het regeerstelsel werd duidelijker georganiseerd in lagen en hiërarchieën en de administratie werd meer gebaseerd op wetten dan op de persoonlijke macht van enkele individuen. Met de verhuis van de hoofdstad naar Thang Long werden economie de wil van het volk belangrijker machtsmiddelen dan militaire kracht.

## Verzet tegen de Songs

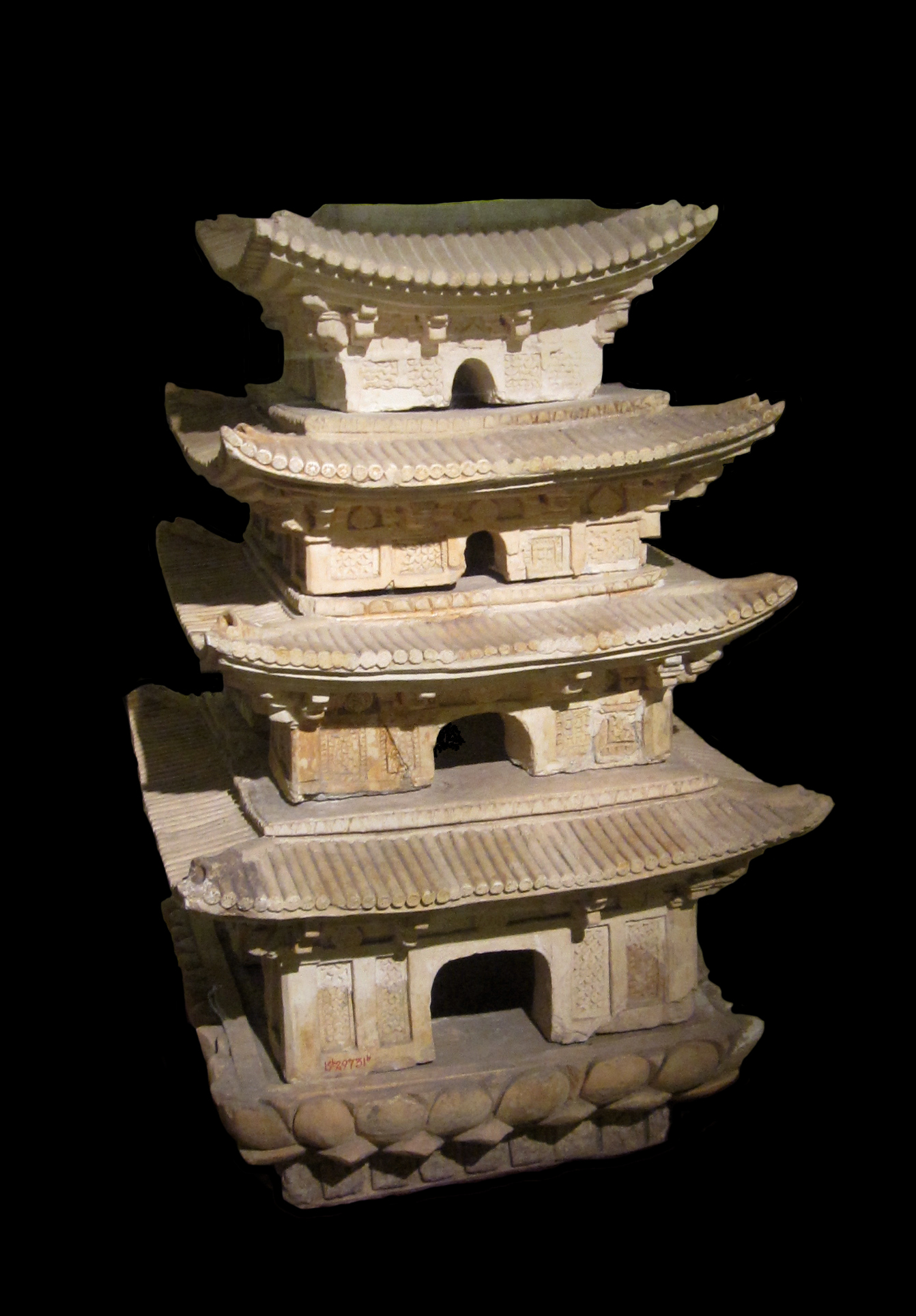
Ceramic stupa with lotus, bodhi leaf, dancer decoration, Hanoi (11th-13th century)

In 1075 overtuigde Wang Anshi, eerste minister van de Chinese Song-dynastie, de keizer ervan dat Vietnam werd aangevallen door het koninkrijk Champa en dat er nog geen tienduizend soldaten over waren om het land te verdedigen. Het was voor de Chinezen dus een uitgelezen moment om het land in te nemen. (Er is ook een theorie volgens dewelke de Songs beslisten Vietnam in te nemen om het moreel op te krikken na hun nederlagen tegen de Liao's en de Jins in het noorden.) China begon toen een politiek om Vietnam te verzwakken, zoals het verbieden van alle handel in bepaalde goederen, zoals ijzer, staal en vee, met Vietnam. De Ly-keizer had het door en hij stuurde Ly Thuong Kiet (Lý Thường Kiệt) en Ton Dan (Tôn Đản) met honderdduizend soldaten, zowel grondtroepen als een zeemacht. De twee namen enkele Chinese provincies in. Het Chinese leger kwam hiertegen in actie. Ly Thuong Kiet ontmoette ze nabij het huidige Nanning (Guangxi) en hij doodde hun aanvoerder. De gouverneur het district Yong weigerde te capituleren of te onderhandelen. Het Vietnamese leger bouwde een grote heuvel om over de stadsmuren heen te geraken en de stad viel. De gouverneur bracht zijn familie om, gooide hun lichamen in het meer en verbrandde zichzelf. De stedelingen gaven zich niet over en meer dan 58 000 mensen werden gedood. Alles samen werden in die campagne meer dan honderdduizend mensen omgebracht, waarbij nog eens heel wat mensen levend werden meegevoerd.
Begin 1076 begonnen de Chinezen een nieuwe invasie van Vietnam vanuit Guangdong en Guangxi, onder leiding van negen generaals, met honderdduizend doorgewinterde soldaten, tienduizend oorlogspaarden en tweehonderdduizend kampvolgers. Bij dit alles kwamen nog de legers van Champa en Chenla. Nabij de Van Don-rivier (sông Vân Đồn, Quang Ninh) leverde Ly Ke Nguyen (Lý Kế Nguyên) slag tegen de Song-vloot, waardoor de plannen van de Chinezen aardig werden gedwarsboomd. Ly Thuong Kiet (Lý Thường Kiệt) maakte een barricade op de zuidelijke oever van de Nhu Nguyet (sông Như Nguyệt, een onderdeel van de Cau-rivier, sông Cầu). Daar hield hij de Chinese legers tegen. De soldaten van de Songs probeerden meerdere malen de rivier over te steken, maar keer op keer werden ze verslagen. De bevelhebber van de Chinese troepen besliste dan maar op de noordelijke oever te blijven wachten tot een kans zich voordeed. Op een nacht hoorden de soldaten in de Truong-tempel (ter ere van de generaals Trương Hống en Trương Hát, die dienden onder Trieu Viet Vuong) een stem die een gedicht opdroeg dat later werd toegeschreven aan Ly Thuong Kiet:
| Nam quốc sơn hà Nam đế cư Tiệt nhiên định phận tại thiên thư Như hà nghịch lỗ lai xâm phạm? Nhữ đẳng hành khan thủ bại hư! | Vrij vertaald Zuidland van bergen en rivieren, waar de keizer van het Zuiden woont Het is duidelijk dat uw lot ligt besloten in het Boek van de Hemel Is dat waarom de horden langstrekken met hun invallen? Jullie zullen worden verpulverd! |

Dit gedicht zorgde ervoor dat het Vietnamese moreel flink de hoogte in ging, dat de soldaten ervan overtuigd werden dat de goden aan hun kant stonden. De Song-soldaten werden overrompeld. Toen het Chinese leger uiteindelijk op de troepen van Ly Thuong Kiet botste, waren ze onmiddellijk bereid tot onderhandelen. De relaties tussen beide naties werden weer genormaliseerd.
Bij de terugtrekking besliste de bevelhebber om zich in Quang Nguyen (Quảng Nguyên, nu Cao Bang en Lang Son te vestigen en er zich het gezag toe te eigenen. Later zou Le Van Thinh die aan edele metalen rijke streek innemen door middel van diplomatie en het schenkel van olifanten aan de Chinese Song-keizer. Dit gedicht werd hierover geschreven:
| Nhân tham Giao Chỉ tượng Khướt thất Quảng Nguyên kim | Vrij vertaald Door Giao Chi's honger naar olifanten Werd Quang Nguyens goud verloren |

## Beleid

### Administratie
In 1010 veranderde keizer Ly Thai To de onderverdeling van zijn land.

### Het mandarijnensysteem
Vlak onder de keizer stonden de Drie Excellenties (Tam Thái), genaamd Thái Sư, Thái Phó en Thái Bảo. Aan het hoofd van het leger stond de Thái Uý. Onder de Thái’s stonden de Thiếu’s, genaamd Thiếu Sư, Thiếu Phó, Thiếu Bảo en Thiếu Uý.

### Recht
In de tijd van de Ly's rustte het rechtssysteem hoofdzakelijk op proclamaties van de keizer, hoewel er wel een wetsysteem bestond dat kon worden gezien als een verzameling van burgerrecht, strafrecht, procesrecht en familierecht, genaamd de Hình Thư, dat na de invasies door de Ming-dynastie zou verloren gaan. Echter, vanwege het feit dat de Ly-dynastie het Boeddhisme aanhing, waren deze wetten over het algemeen niet zo streng.

### Economie
De economie onder de Ly's was gebaseerd op landbouw, welke tijdens hun regeerperiode veel werd uitgebreid. Rond 1042 werd het eerste geld geslagen. Vanaf het midden van de 12e eeuw kwam handel met de buurlanden op gang.

### Buitenlands beleid
Gedurende heel hun regeerperiode hebben de Ly's zich moeten weren tegen invallen en pogingen tot inlijving, van de Chinese Song-dynastie, van het koninkrijk Champa, van Laos, van het koninkrijk Dali en ook tegen heel wat volksopstanden op eigen bodem.
De relatie met de Chinezen hielden meestal in dat Vietnam zich enigszins de les liet spellen door de Song-dynastie. Niettemin ondernam keizer Ly Thuong Kiet in 1075-1076 een aanval op de Songs.
Het koninkrijk Dali was geen grootmacht zoals zijn voorganger, Nan Zhao, in de 8e en 9e eeuw dat was geweest, zodat de conflicten hier meestal leidden tot het verlies van Dali.
Wat betreft Laos, Champa en Chenla, speelde Vietnam de rol van de overheersende staat. De relaties met Chenla waren doorgaans vredig. Zonder al te veel agressie slaagden de Ly's erin hun territorium te vergroten. Met Laos voerden de Ly's alles samen drie oorlogen. Tegen Champa waren er een tiental, waarna de Cham-koning vroeg om vrede en bereid was schatplicht te betalen in ruil hiervoor.
Wat betreft de minderheden op eigen bodem, trachtten de Ly's steeds een zo nauw mogelijke band te houden tussen het hof en de provincies met minderheden, welke een grote autonomie genoten. De Ly's hadden de gewoonte prinsessen uit te huwelijken aan districtsgouverneurs.

### Onderwijs
Het systeem van examens werd in 1075 ingericht met de bedoeling valabele en getalenteerde mensen te kunnen selecteren. Dit is een teken van de opkomst van het Confucianisme over het Boeddhisme. In het begin hadden de examens echter nog niet de vorm die ze later zouden krijgen.
In 1070 werd de eerste universiteit geopend, de Văn Miếu of "Tempel van Literatuur".

## Ondergang
De gouden tijd van de Ly-dynastie begon af te nemen tijdens keizer Ly Cao Tong (1175-1210). In 1179 vaardigde deze keizer het verdict uit dat de handel in specerijen en ijzerwaar verbood, wat de economie tegenwerkte. Daarbij kwamen de mislukte oogst van 1181, de hongersnood van 1199, de overstromingen en het feit dat de keizer niet met toereikende oplossingen kon komen, maar in de plaats hiervan rondreisde, tempels bouwde en op olifanten joeg. In 1203 liet de keizer heel wat gebouwen oprichten, die heel wat kostten. Dit leidde tot heel wat opstanden, in 1184, in 1192, in 1198, in 1203 en in 1207.
Dit alles zorgde voor de verzwakking van de Ly-dynastie. In 1206 werd de hoofdstad Thang Long (nu Hanoi) aangevallen door generaal Quach Boc (Quách Bốc) uit wraak voor de moord op Pham Binh Di (Phạm Bỉnh Di) door Pham Du (Phạm Du). Keizer Ly Cao Tong en kroonprins Sam (Sảm) vluchtten. Quach Boc kroonde een kleinere zoon van de vorige keizer.
Kroonprins Sam riep de hulp in van de familie Tran (Trần). Dankzij hun militaire steun wist hij Quach Boc te verslaan. De opstand was nu wel neergeslagen, maar dit keer was het de macht van de Tran-familie de begon te rijzen. In 1210 stierf keizer Ly Cao Tong en volgde Sam hem op als keizer Ly Hue Tong. Het regeren werd echter steeds meer gedaan door de Trans. In 1225 werd keizerin Ly Chieu Hoang (dochter van de ondertussen afgezette Ly Hué Tong) verplicht tot troonsafstand ten voordele van haar man Tran Canh (Trần Cảnh). Deze werd in 1226 gekroond tot Tran Thai Tong, de eerste keizer van de Tran-dynastie.